# Caesalpinia punctata
Caesalpinia punctata är en ärtväxtart som beskrevs av Carl Ludwig von Willdenow. Caesalpinia punctata ingår i släktet Caesalpinia och familjen ärtväxter. Inga underarter finns listade i Catalogue of Life.